# Sidirókastro
Sidirókastro (Griego: Σιδηρόκαστρο, Búlgaro: Валовища, Valovishta, Turco: Demirhisar) es una ciudad y un ex municipio de la Unidad periférica de Serres, Grecia. Desde la reforma del gobierno local del 2011 forma parte del municipio de Sintiki, del cual es la sede y una unidad municipal. Está construida cerca del fértil valle del río Estrimón, a orillas del río Krousovitis. Sidirókastro está situada en la ruta europea E79 y el camino principal desde el norte de Grecia (Tesalónica) hacia Bulgaria. Tiene varios puntos de interés, como el castillo de piedras medieval, ruinas bizantinas, balnearios naturales y bellezas naturales.

## Información general
Sidirókastro está localizado a 25 km al noroeste de la ciudad de Serres, entre las montañas Vrontou y Angistro (al norte) y el río Estrimón (al oeste). De acuerdo al censo del 2001, la población del municipio es de 10.598 habitantes y su superficie total es de aproximadamente 197 km². La ciudad es atravesada por el río Krousovitis, uno de los afluentes del Estrimón, lo que la divide en dos sectores. Estos están unidos por dos puentes, el Stavrou y el Kalkani. El paisaje es aún más hermoso gracias al arroyo Maimouda y sus puentes en miniatura. La población de Sidirókastro es una mezcla de indígenas y descendientes de las oleadas de refugiados del Asia Menor de principios del siglo XX (personas que solicitaron asilo en Grecia debido a las guerras y conflictos de aquel período). Sidirókastro aceptó refugiados de Melnik en 1913; del este de Tracia (Turquía europea) después de la avalancha que siguió a las guerras greco-turcas en el Asia Menor; desde Pontus, valacos, y personas de todos lugares de Grecia. Las cadenas montañosas de Kerkini, Angistro y Orvilos forman los límites naturales de la zona y de Grecia con sus vecinos. El área que rodea Sidirókastro es rica en minerales (mármol, lignito, manganeso, cobre, piromorfita, hierro, cromo, dolomita, uranio) y fuentes geotérmicas.

## Historia
La historia de Sidirókastro alcanza un largo lapso de tiempo. Hay ruinas paleolíticas y referencias a la zona en los escritos de Homero y Heródoto. Sus antiguos habitantes emigraron a Sidirókastro desde la isla de Limnos. Los primeros habitantes de la zona fueron de la tribu de los sintias, por los cuales se le llamó Sintiki a la provincia. Sintiki es una de las provincias de la Unidad periférica de Serres, de la cual Sidirokastro es la capital.
El 20 de septiembre de 1383 Sidirókastro fue tomado por las fuerzas otomanas y permaneció bajo su dominio por 529 años. Se cambió su nombre a "Demir Hisar" (también llamada "Timurhisar"). Demirhisar fue centro distrital del sanjak de Serez en la Provincia de Selanik antes de la Guerras de los Balcanes. En 1912, Sidirókastro fue capturada por los búlgaros al mando del general Georgi Todorov, pero algunos meses más tarde estuvo bajo control griego al terminar la guerra de los Balcanes. En 1915, durante la Primera Guerra Mundial, quedó bajo el control de las Potencias Centrales, pero siguió formando parte del estado griego al terminar la guerra (1918). En abril de 1941, después de la rendición del fuerte Roupel y la invasión del ejército alemán a Grecia, el ejército búlgaro ocupó Sidirókastro, como parte de la ocupación del Triple Eje a Grecia. Los búlgaros la dejaron en 1944 junto al resto de las potencias del Eje en retirada.

## Lugares de interés
- Hay muchos lugares de interés en Sidirókastro, como las ruinas del castillo bizantino, la iglesia de Agios Dimitrios que está tallada en la roca, y los pintorescos puentes sobre el río Krousovitis.
- El fuerte Issari, construido por el Emperador Basilio II. Con 155 metros de altura, domina toda la parte noroeste de la ciudad. La ciudad recibe su nombre de este fuerte: "Sidirókastro" significa "castillo de hierro" en griego, al igual que "Demir Issar" en turco.
- El hábitat de los humedales de la hermosa laguna artificial Kerkini, creada por una presa en el Río Estrimón. Este singular hábitat protegido por el Convenio de Ramsar de humedales, es la frontera natural de Grecia y Bulgaria. Es uno de los hábitats más ricos en aves en Grecia, albergando a más de 300 especies.
- Las termas de Sidirókastro tienen una temperatura de 45°. Están en las afueras de la ciudad hacia el norte, cerca del puente ferroviario del río Estrimón, sobre una colina que ofrece vistas panorámicas de la zona. Miles de personas acuden a estas termas cada año, tanto por recreación como por terapia, especialmente desde la reciente renovación de las instalaciones turísticas de la zona. Hay más fuentes termales en Thermes y en Angistro.
- El fuerte Roupel, que fue un bastión contra el ejército germano-búlgaro en la Segunda Guerra Mundial.
- El parque botánico y el acuario de Vyronia.
- La estación de esquí de Lailia, uno de los mejores del norte de Grecia, está abierta todo el año y puede alojar a un gran número de visitantes. Es ideal para deportes de invierno y un lugar de gran belleza.
- El festival anual más grande de la ciudad es el 27 de junio, celebrando la liberación de la zona del dominio otomano en 1913. Es un aniversario que los lugareños celebran con respeto, emoción y orgullo.